# Moustac à oreilles rousses
Cercopithecus erythrotis
Espèce
Statut de conservation UICN

 VU A2cd : Vulnérable
Statut CITES
Le Moustac à oreilles rousses ou Moustac à oreilles rouges (Cercopithecus erythrotis) est une espèce de singe de la famille des Cercopithécidés et du genre Cercopithecus découverte par George Robert Waterhouse en 1838.

## Description
Autrefois considéré comme une sous-espèce du Moustac, il a été confirmé comme nouvelle espèce après la description de Waterhouse. Taille du Moustac.
Tour des yeux bleu ; museau noir; menton et gorge blanc (gris blanc chez la sous-espèce camerunensis). Tache nasale triangulaire rouge brique  (blanche chez la sous-espèce sclateri),
favoris blanc jaunâtre (jaune  chez la sous-espèce camerunesis). Raie fronto-jugale et bords inférieur des favoris noir. Oreilles roses, précédées d'une touffe de poils roux (blancs chez la sous-espèce sclateri). Dessus du corps vert olive foncé; mains et pieds noirs, croupe rousse ; avant bras noirs, jambes grises. Dessous du corps gris-blanc ; périnée et scrotum rouges,pénis rose ; vulve bleue,callosités fessières brunes. Queue rousse, sur les dessus une ligne médiane noire.

## Dimensions
Longueur (sans queue) : 45-55 cm chez les mâles, 40-45 cm chez les femelles.
Queue: 56-77 cm mâle, 46-65 cm chez les femelles.
Poids: 3-4.25 pour les mâles, 2.25-3.05 chez le femelles.

## Répartition
Sur l'île de Bioko, en Guinée-Équatoriale, au Nord du Cameroun entre la Sanga et le Bénoué et au Sud-Est du Nigéria jusqu'au Delta du Niger.

## Sous-espèces
3 sous-espèces connues :
- Cercopithecus erythrotis ssp. erythrotis présente sur l'île de Bioko, première sous-espèce découverte en 1838 par Waterhouse.
- Cercopithecus erythrotis ssp. sclateri présente au Sud-Est du Nigéria, deuxième sous-espèce découverte en 1904 par John Greville Agard Pocock.
- Cercopithecus  erythrotis ssp. camerunensis, présente au Nord du Cameroun entre la frontière camerounaise de la Sangha et le Bénoué, troisième sous-espèce découverte en 1940 par Hayman.

## Habitat
Fôrets pluviales, Forêts galeries, Forêts d'altitude guinéennes (jusqu'à la limite supérieure des arbres vers 2400 m), lisières, îlots forestiers proche de la grande forêt. En groupes de 4-30 comprenant un vieux mâle.

## Longévité
18 ans et demi en captivité.